# Progetto Policoro
Il progetto Policoro è un progetto promosso dalla CEI ed attivo in 15 regioni italiane (Abruzzo, Basilicata, Calabria, Campania, Puglia, Molise, Sardegna, Sicilia, Lazio, Umbria, Toscana, Emilia-Romagna, Piemonte, Liguria e Marche). Il suo scopo originario era quello di aiutare i giovani del Sud dell'Italia disoccupati o sottoccupati a migliorare la propria condizione lavorativa sia tramite la formazione e l'informazione personale sia con la fondazione di cooperative o piccole imprese; con il tempo queste attività si sono però estese anche a varie regioni dell'Italia settentrionale.

## Storia
Il progetto Policoro nasce per iniziativa di Mario Operti, un sacerdote saviglianese che negli anni settanta fu tra i protagonisti del rilancio della Gioventù operaia cristiana in Italia e che, in seguito, divenne responsabile nazionale della Pastorale del Lavoro.
Il 14 dicembre 1995, subito dopo il Convegno ecclesiale nazionale di Palermo, tre organi nazionali della CEI (pastorale giovanile, pastorale del lavoro e Caritas) si incontrano a Policoro (MT) con i rappresentanti delle diocesi di Basilicata, Calabria e Puglia per riflettere sulla disoccupazione giovanile e sui problemi del mondo del lavoro specifici dell'Italia meridionale. Nacque così il Progetto Policoro, che negli anni successivi si estese anche ad Abruzzo, Campania, Molise, Sardegna e Sicilia coinvolgendo 70 diocesi del Mezzogiorno.
In 15 anni di attività il progetto ha promosso la nascita di oltre 500 esperienze lavorative (in particolare consorzi, cooperative e piccole imprese) le quali a loro volta avrebbero creato circa 4.000 nuovi posti di lavoro.
Alcune tra queste piccole imprese hanno ricevuto in gestione terreni confiscati alla mafia.
Oltre a quelle del meridione sono state coinvolte nel progetto anche alcune diocesi del nord-Italia, portando il totale delle diocesi aderenti sopra le 90.

## Linee di intervento
La figura sulla quale è basata l'attuazione del progetto è quella dell’animatore di comunità; si tratta di circa 250 persone che hanno il compito di collegare i diversi uffici delle proprie diocesi con i giovani e le associazioni di volontariato, le organizzazioni formative e le istituzioni pubbliche e private che operano sul territorio.
Sempre a livello locale in molte diocesi il progetto ha attivato appositi sportelli informativi ai quali i giovani possono rivolgersi sia per ottenere una consulenza sul proprio inserimento nel mondo del lavoro sia per un supporto concreto all'eventuale creazione di nuove realtà imprenditoriali.
Le principali linee d'azione del progetto sono:
- l'attuazione di una modalità di lavoro che metta in sinergia le pastorali diocesane con l'associazionismo nonché di un miglior coordinamento tra le varie diocesi;
- l'evangelizzazione dei giovani disoccupati o con situazioni di lavoro irregolari;
- la formazione di nuova concezione del lavoro nella coscienza e nella mentalità dei giovani;
- l'attuazione di gesti concreti di solidarietà quali la creazione di nuove imprese.

Oltre ad azioni rivolte specificamente alle comunità locali i giovani e le persone coinvolte nel progetto partecipano e/o organizzano eventi di portata anche nazionale.
La governance del progetto su scala sovra-diocesana si basa su un Coordinamento Nazionale e su coordinamenti regionali specifici per le regioni coinvolte.

## Adesioni
Oltre agli uffici nazionali della CEI e alle molte diocesi coinvolte aderiscono al progetto varie associazione giovanili di orientamento cristiano quali:
- MLAC (Movimento lavoratori di Azione cattolica);
- Giovani delle Acli;
- Gioventù Operaia Cristiana[12].;
- Associazione Guide e Scouts Cattolici Italiani.

Aderiscono inoltre diverse realtà operanti nel sociale e nel mondo del lavoro tra cui:
- Confederazione cooperative italiane;
- Cenasca-CISL;
- Unione nazionale cooperative italiane;
- Associazioni Cristiane dei Lavoratori Italiani;
- Banca etica;
- Unione cristiana imprenditori dirigenti;
- Società per l'imprenditorialità giovanile.